# Rue de l'Échaudé
La rue de l'Échaudé est une voie située dans le quartier Saint-Germain-des-Prés du 6e arrondissement de Paris en France.

## Situation et accès
La rue de l'Échaudé est desservie à proximité par la ligne 10 à la station Mabillon.

## Origine du nom
Elle porte ce nom en raison de la forme triangulaire du groupe de maisons qui la bordait et avait la forme d'une pâtisserie appelée « échaudé ».

## Historique
Très ancienne voie de Paris présente au XIVe siècle sous le nom de « chemin sur les Fossés de l'abbaye de Saint-Germain-des-Prés », elle prend le nom, au XVIe siècle, de « cul-de-sac du Guichet » car elle était un cul-de-sac reliant la porte principale de l'abbaye — guichet de l'abbaye — à la rue de Seine. La rue fut prolongée au-delà de la rue Jacob en 1608.
Elle est citée sous le nom de « rue de l'Eschaudé » dans un manuscrit de 1636.
En 1669, elle prend le nom de « rue de l'Échaudé ».
En 1806, elle prend temporairement le nom de « rue de Dürenstein » (accessoirement « rue de Metz ») pour célébrer la victoire française à la bataille de Dürenstein contre les troupes autrichiennes, mais elle retrouvera son nom en 1814 avec la chute de Napoléon pour redevenir la rue de l'Échaudé-Saint-Germain afin de la distinguer de la rue de l'Échaudé-au-Marais (actuellement rue Debelleyme).
Elle se terminait auparavant sur la place Sainte-Marguerite (place Gozlin après 1864), absorbée par le boulevard Saint-Germain en 1877.
Le quadrilatère compris entre les rues de l'Échaudé, Gozlin, Saint-Benoît et Jacob marque les limites l'enclos de l'abbaye de Saint-Germain-des-Prés.

## Bâtiments remarquables et lieux de mémoire
- Au no 15, ancien siège originel du Mercure de France quand il fut refondé par Alfred Vallette.
- Au no 21, ancien atelier du sculpteur César[2].
- Aux nos 18 et 20, aux angles avec la rue de l'Abbaye, subsistent les vestiges des piliers de la « porte de Bourbon » de l’enceinte abbatiale[3].
- Au no 26 était l’emplacement de l’entrée principale de l’abbaye. Elle était dotée d’un pont-levis[4].
- Au no 31 subsiste une enseigne en bois d'un commerce datant du XVIIe siècle. Dans les années 1970, s'y trouvait le Mocambo, un club dansant très prisé.
- De 1966 à 1977, l'un des plus importants galeristes d'art contemporain français, Yvon Lambert, y ouvre sa première galerie qui fera la promotion des artistes américains de l'art conceptuel et sera à la base de la constitution de la collection Lambert.

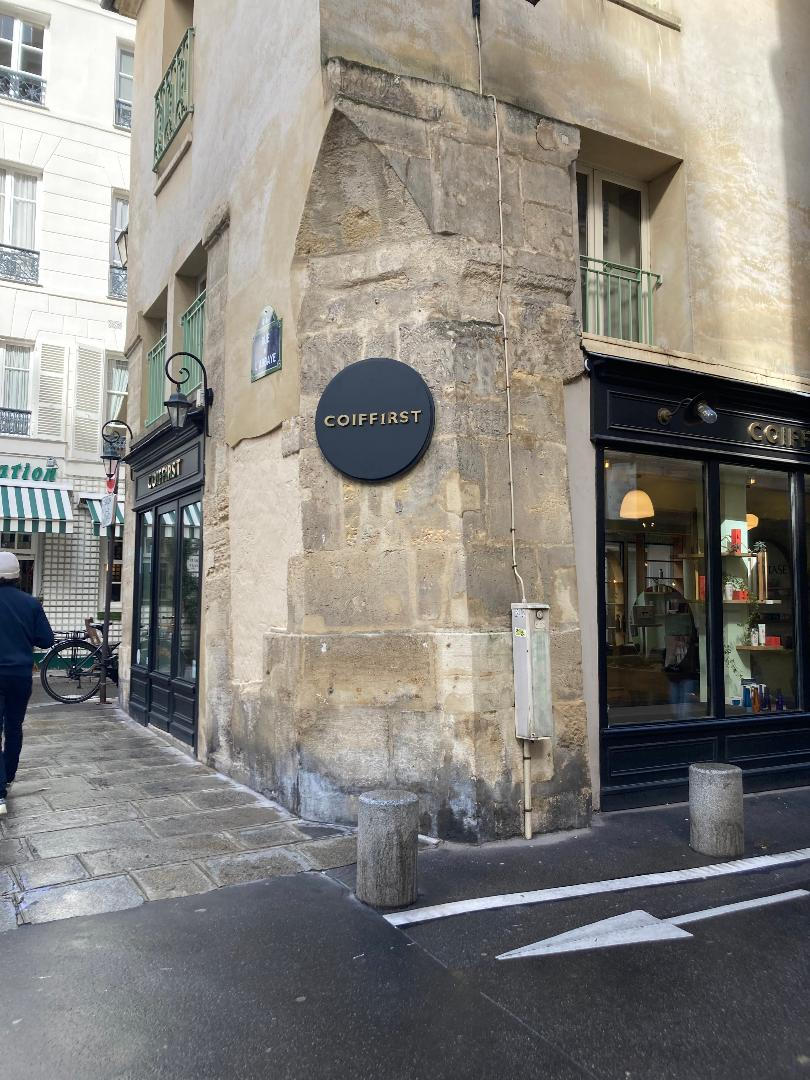
Pilier nord de la porte de Bourbon.
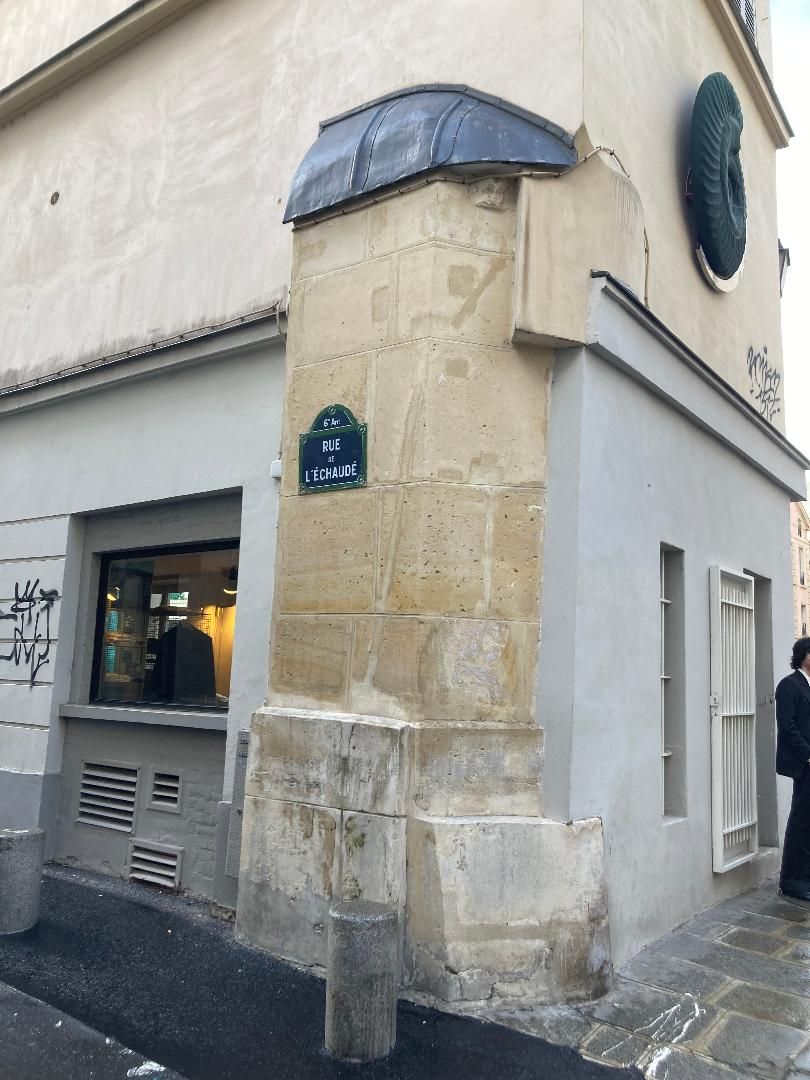
Pilier sud de la porte de Bourbon.
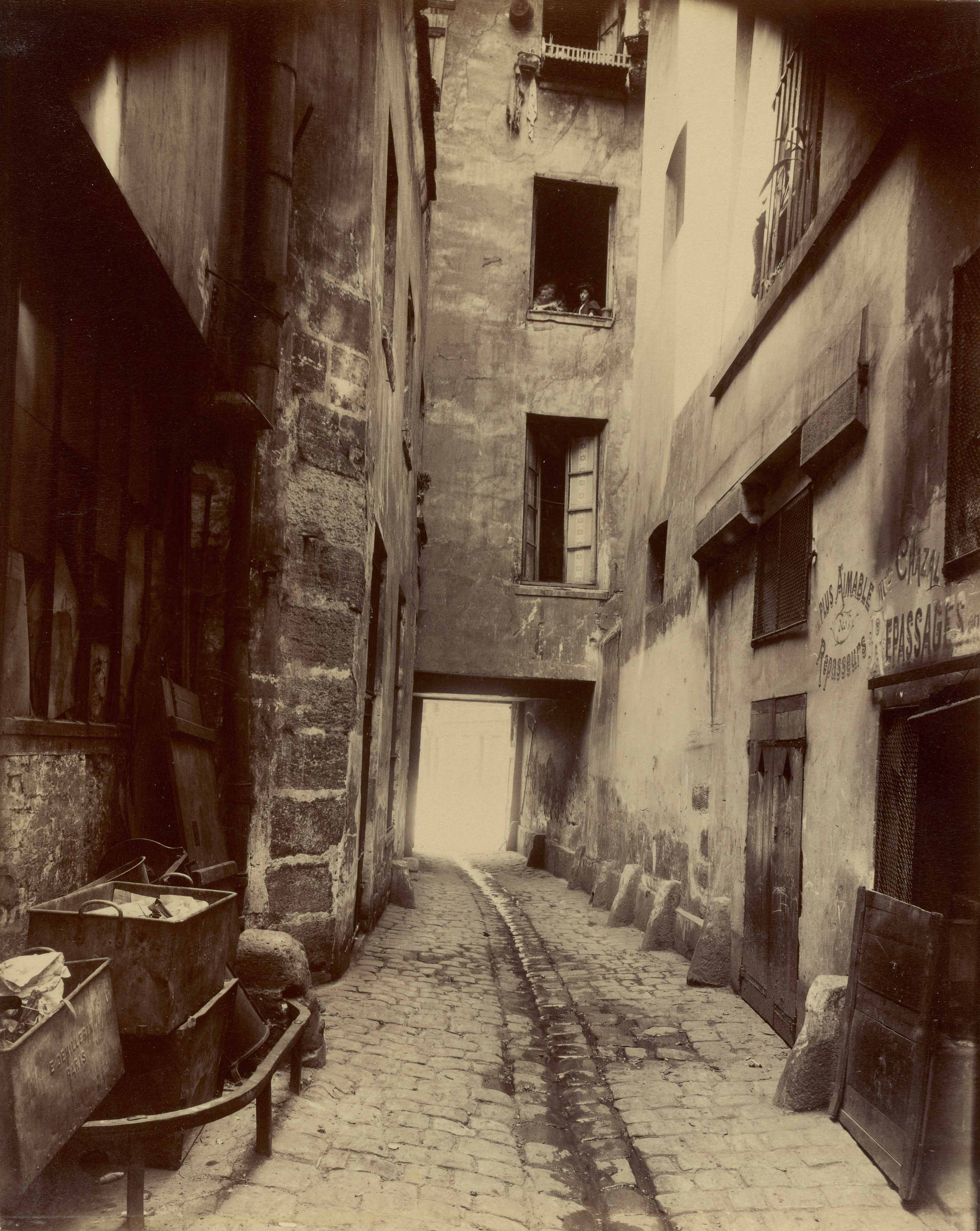
Angle rue de Seine et rue de l'Échaudé, photographié par Eugène Atget
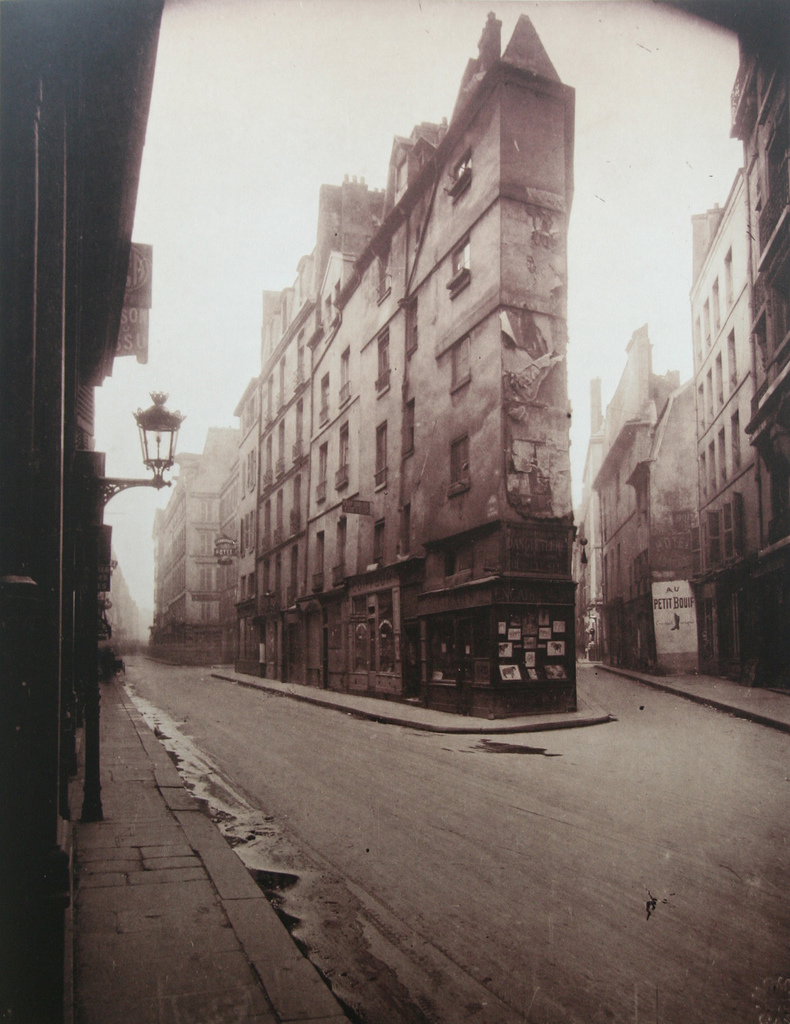
Jonction avec la rue de Seine, photographie d'Eugène Atget (1924).
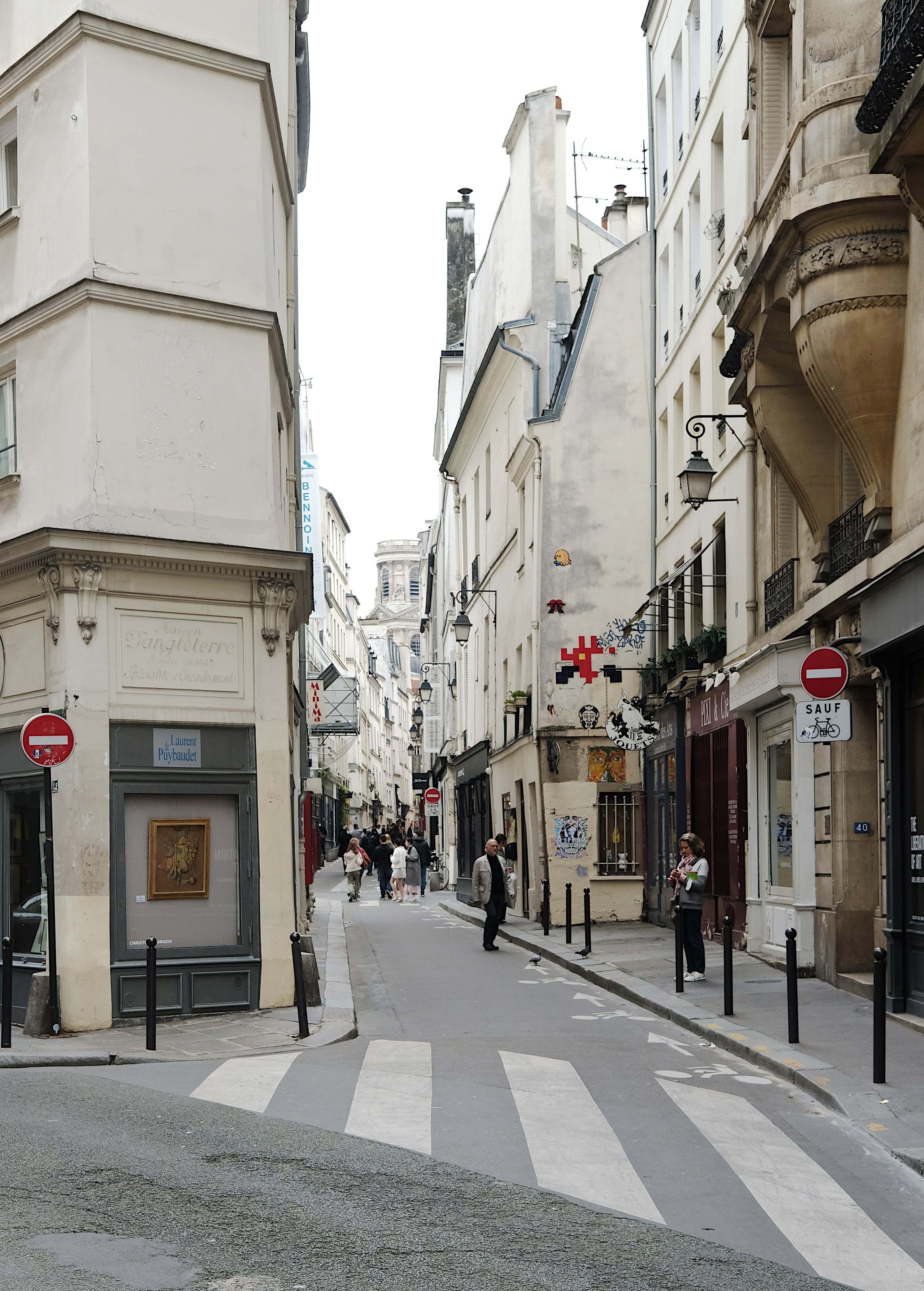
Même carrefour en 2023.
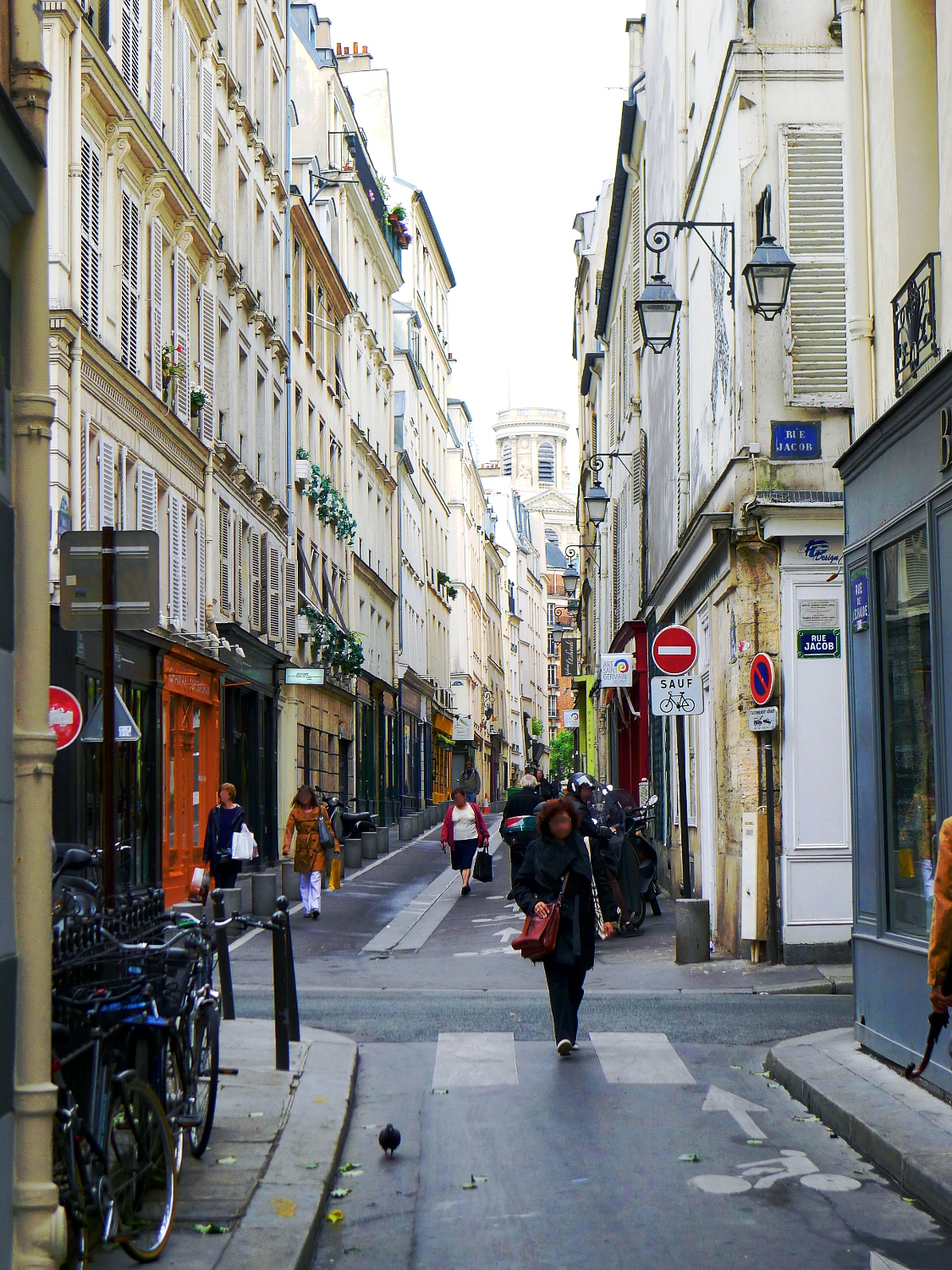
Center|Vue en direction de l'église Saint-Sulpice.
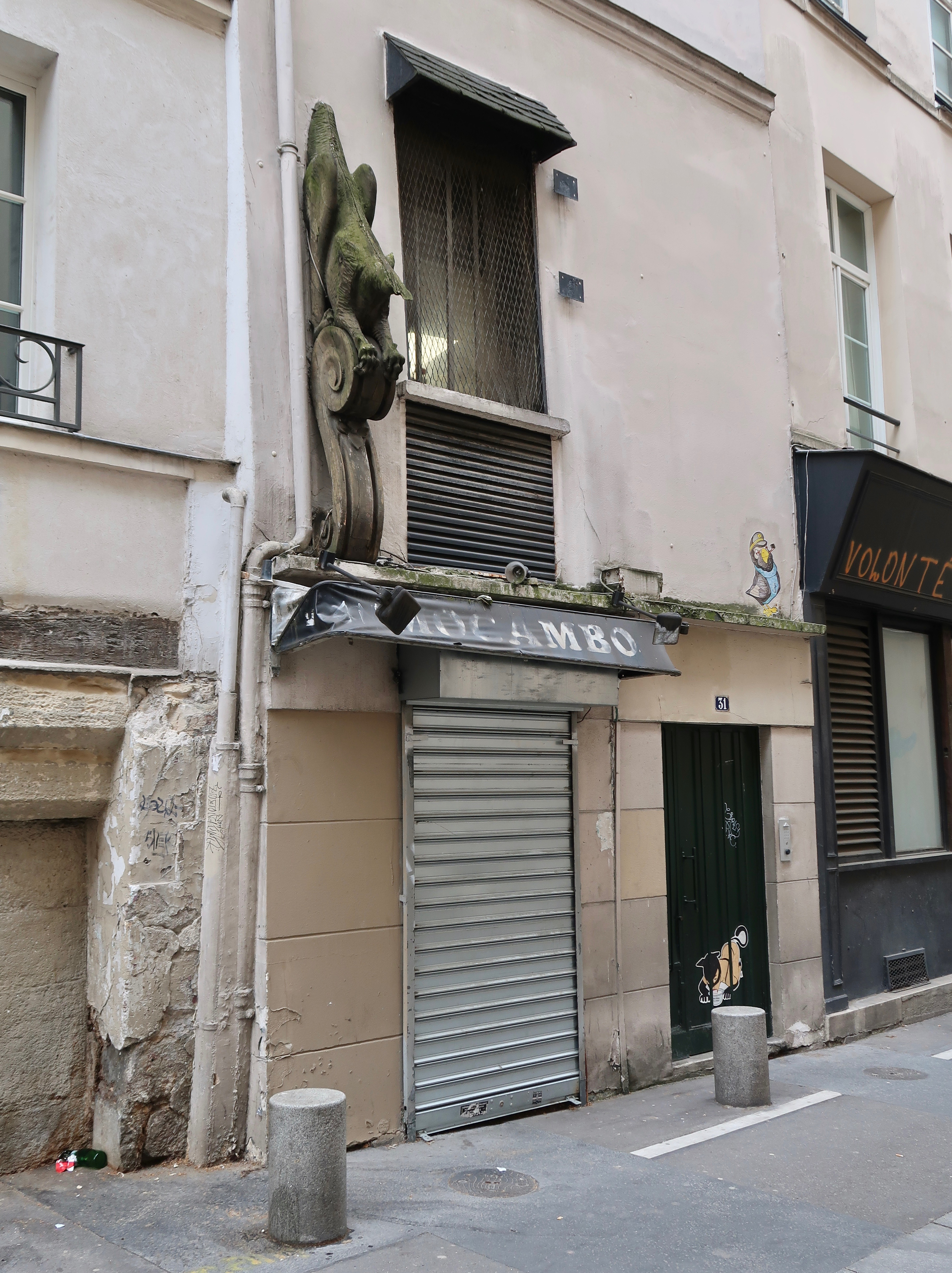
No 31 avec son enseigne en bois.}}

### Cinéma
Le film de Robert Bresson, Une femme douce, a été tourné dans l'appartement du peintre Olivier Mosset, au 31, rue de l'Échaudé, à l'été 1968.

### Théatre
Alfred Jarry, dans la pièce Ubu cocu, place la machine à décerveler dans cette rue :
Quand le dimanch’ s’annonçait sans nuage,

Nous exhibions nos beaux accoutrements

Et nous allions voir le décervelage 

Ru’ d’ l’Échaudé, passer un bon moment.

Voyez, voyez la machin’ tourner,

Voyez, voyez la cervell' sauter,

Voyez, voyez les rentiers trembler ;

Hourra, cornes-au-cul, vive le père Ubu!